# Бионе
Бионе (итал. Bione, ломб. Biù) — коммуна в Италии, в провинции Брешиа области Ломбардия.
Население составляет 1386 человек (2008 г.), плотность населения составляет 82 чел./км². Занимает площадь 17 км². Почтовый индекс — 25070. Телефонный код — 0365.
Покровителем коммуны почитается святой апостол и евангелист Иоанн Богослов, празднование 27 декабря.

## Демография
Динамика населения:

## Администрация коммуны
- Официальный сайт: http://www.comune.bione.bs.it/